# Tour of Beijing
Il Tour of Beijing fu una corsa a tappe maschile di ciclismo su strada che si svolgeva a Pechino, in Cina, ogni anno in ottobre. Fu creata nel 2011 e subito inserita nel calendario dell'UCI World Tour. L'evento era un lascito dei Giochi olimpici del 2008 e promuoveva Pechino come città di eventi globali.
Nel mese di settembre 2014 l'UCI annunciò che l'edizione 2014 della corsa sarebbe stata l'ultima.

## Albo d'oro
Aggiornato all'edizione 2014.
| Anno | Vincitore        | Secondo           | Terzo                |
| ---- | ---------------- | ----------------- | -------------------- |
| 2011 | Tony Martin      | David Millar      | Chris Froome         |
| 2012 | Tony Martin      | Francesco Gavazzi | Edvald Boasson Hagen |
| 2013 | Beñat Intxausti  | Daniel Martin     | David López García   |
| 2014 | Philippe Gilbert | Daniel Martin     | Esteban Chaves       |

## Statistiche

### Vittorie per nazione
| Pos. | Nazione  | Vittorie |
| ---- | -------- | -------- |
| 1    | Germania | 2        |
| 2    | Spagna   | 1        |
| 2    | Belgio   | 1        |